# LisaGay Hamilton

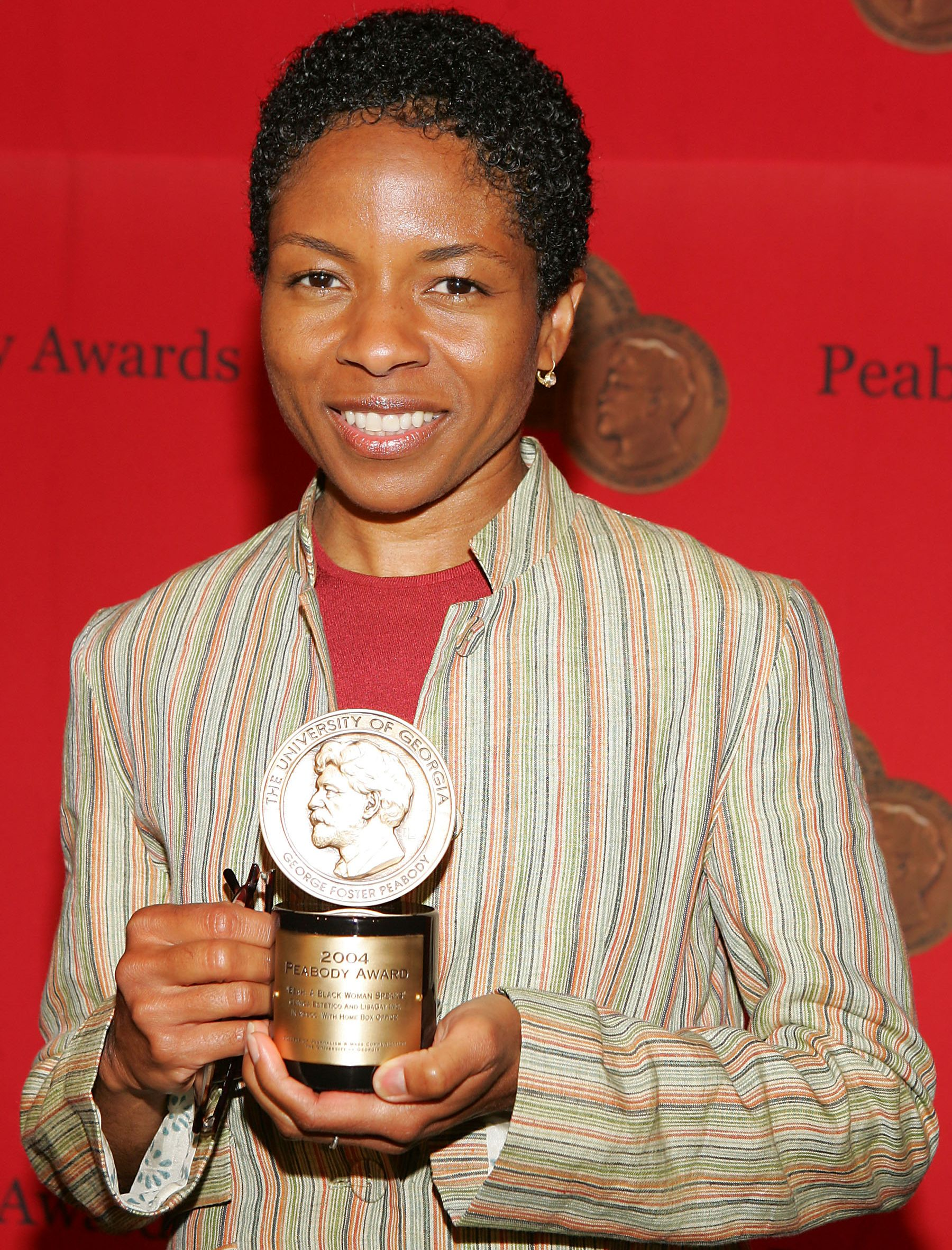
Lisa Gay Hamilton (2010)

LisaGay Hamilton (* 25. März 1964 in Los Angeles, Kalifornien) ist eine US-amerikanische Schauspielerin.

## Leben
Hamilton absolvierte ein Studium der Theaterkunst an der New York University, dann studierte sie Schauspiel an der Juilliard School. Sie debütierte im Filmdrama Krush Groove aus dem Jahr 1985. In der Komödie Naked in New York (1993) spielte sie an der Seite von Eric Stoltz, Mary-Louise Parker, Tony Curtis, Timothy Dalton, Kathleen Turner, Whoopi Goldberg und Calista Flockhart.
In den Jahren 1997 bis 2003 spielte Hamilton in der Fernsehserie Practice – Die Anwälte die Rolle von Rebecca Washington. Das Hauptensemble dieser Serie einschließlich LisaGay Hamilton wurde in den Jahren 1999, 2000 und 2001 für den Screen Actors Guild Award nominiert. Außerdem wurde sie im Jahr 2000 für den Image Award nominiert. Für ihre Rolle im Thriller Ein wahres Verbrechen (1999), in dem sie an der Seite von Clint Eastwood eine größere Rolle spielte, wurde sie 2000 für den Black Reel Award und für den Image Award nominiert.
Im Filmdrama Nine Lives (2005) spielte Hamilton neben Kathy Baker, Glenn Close, Holly Hunter, Jason Isaacs, Aidan Quinn und Sissy Spacek. Als Mitglied des Schauspielerensembles wurde sie 2005 für den Gotham Award nominiert.
Hamilton führte Regie des Dokumentarfilms Beah: A Black Woman Speaks aus dem Jahr 2003. Für diese Arbeit gewann sie im Jahr 2003 einen Preis des AFI Los Angeles International Film Festivals und wurde 2005 in zwei Kategorien für den Black Reel Award nominiert.

## Filmografie (Auswahl)
- 1985: Krush Groove
- 1990: Die Affäre der Sunny von B. (Reversal of Fortune)
- 1993: Naked in New York
- 1995: 12 Monkeys (Twelve Monkeys)
- 1995: Palookaville
- 1997–2003: Practice – Die Anwälte (The Practice, Fernsehserie, 145 Folgen)
- 1997: Jackie Brown
- 1998: Menschenkind (Beloved)
- 1999: Ein wahres Verbrechen (True Crime)
- 2002: The Truth About Charlie
- 2002: Ten Tiny Love Stories
- 2005: Nine Lives
- 2005: Emergency Room – Die Notaufnahme (ER, Fernsehserie, 1 Folge)
- 2006–2007, 2013: Law & Order: Special Victims Unit (Fernsehserie, 3 Folgen)
- 2007: Honeydripper
- 2008: Deception – Tödliche Versuchung
- 2009: Mütter und Töchter (Mother and Child)
- 2009–2011: Men of a Certain Age (Fernsehserie, 20 Folgen)
- 2011: Beastly
- 2011: Take Shelter – Ein Sturm zieht auf (Take Shelter)
- 2013: Grey’s Anatomy (Fernsehserie, 2 Folgen)
- 2013: Lovelace
- 2013: Go for Sisters
- 2013: Life of a King
- 2013: Redemption Trail
- 2016: Indiscretion
- 2016: House of Cards (Fernsehserie, 4 Folgen)
- 2016: Chance (Fernsehserie, 10 Folgen)
- 2018: The First (Fernsehserie, 8 Folgen)
- 2018: Vice – Der zweite Mann (Vice)
- 2018–2019: Sorry for Your Loss (Fernsehserie, 4 Episoden)
- 2019: Ad Astra – Zu den Sternen (Ad Astra)
- 2019: The Last Full Measure
- 2019: Ghosting: The Spirit of Christmas (Fernsehfilm)
- 2022: The Dropout
- 2022: The Lincoln Lawyer (Fernsehserie, 10 Folgen)
- 2023: The Boogeyman
- 2023–2025: Will Trent (Fernsehserie)
- 2024: Accused (Fernsehserie, 1 Folge)
- 2024: Genius (Fernsehserie)